# Tellef Dahll
Tellef Dahll (10. dubna 1825 Kragerø – 17. června 1893 Morgedal) byl norský geolog a mineralog.
Získal titul candidatus mineralogiae na Det Kongelige Frederiks Universitet, studoval také v Anglii u Rodericka Murchisona. Pracoval v železárnách Fossum Jernverk a pak se stal báňským úředníkem v Arendalu. Spolu s Theodorem Kjerulfem založil v roce 1858 institut pro geologický průzkum Norges geologiske undersøkelse. Vytvořil první geologickou mapu Norska, za kterou získal medaili na pařížské Světové výstavě 1867. Objevil ložiska zlata v povodí Tany, což vyvolalo v sedmdesátých letech devatenáctého století zlatou horečku v Laponsku. Inicioval také těžbu apatitu v Bamble, uhlí na ostrově Andøya a železné rudy v Bjørnevatnu. Zkoumal fosilie z období siluru v okolí Skienu. Waldemar Christofer Brøgger po něm pojmenoval minerál dahllit. Dahll také oznámil objev nového prvku, který na počest své vlasti pojmenoval norvegium, dalším zkoumáním však bylo zjištěno, že jde ve skutečnosti o hafnium.
Dahll byl poslancem Stortingu za okres Bratsberg a prosazoval stavbu železnice Sørlandsbanen. Byl mu udělen Řád svatého Olafa, Řád polární hvězdy a čestný doktorát Uppsalské univerzity. Byl přijat za člena londýnské Královské zeměpisné společnosti (RGS). Mineralogem byl také jeho mladší bratr Johan Martin Dahll.